# SN 2005mz
SN 2005mz – supernowa typu Ia odkryta 31 grudnia 2005 roku w galaktyce NGC 1275. W momencie odkrycia miała maksymalną jasność 18,20m.